# Promislovi
Promislovi - Промысловый (rus) és un possiólok del krai de Krasnodar, a Rússia. Es troba a la vora del riu Aptxas, afluent del Kuban. És a 16 km al sud-est de Goriatxi Kliutx i a 59 km al sud-est de Krasnodar.
Pertany al possiólok de Kutaís.